# 9.º Prêmio Angelo Agostini
O 9.º Prêmio Angelo Agostini (também chamado Troféu Angelo Agostini) foi um evento organizado pela Associação dos Quadrinhistas e Caricaturistas do Estado de São Paulo (ACQ-ESP) com o propósito de premiar os melhores lançamentos brasileiros de quadrinhos de 1992 em diferentes categorias.
Nesta edição, o troféu dado aos vencedores passou a ser uma placa de bronze com o papagaio "mascote" da AQC-ESP, desenhado por Rodrigo Leão e produzido pela empresa Inarco. Também foi criada uma categoria de "melhor fanzine", sendo elegíveis os fanzines que tragam informações, notícias, resenhas ou notas sobre quadrinhos (revistas em quadrinhos independentes permanecem sendo votadas na categoria de "melhor lançamento").

## Prêmios
| Categoria                    | Vencedores                          |
| ---------------------------- | ----------------------------------- |
| Mestre do Quadrinho Nacional | Carlos Zéfiro                       |
| Mestre do Quadrinho Nacional | Mauricio de Sousa                   |
| Mestre do Quadrinho Nacional | Waldir Igayara                      |
| Desenhista                   | Marcelo Campos                      |
| Roteirista                   | Laerte Coutinho                     |
| Lançamento                   | Pau-Brasil vários autores (Vidente) |
| Troféu Jayme Cortez          | Gibiteca Henfil                     |
| Fanzine                      | Panacea José Mauro Kazi             |